# Romulea requienii
Romulea requienii es una planta de la familia de las iridáceas.  

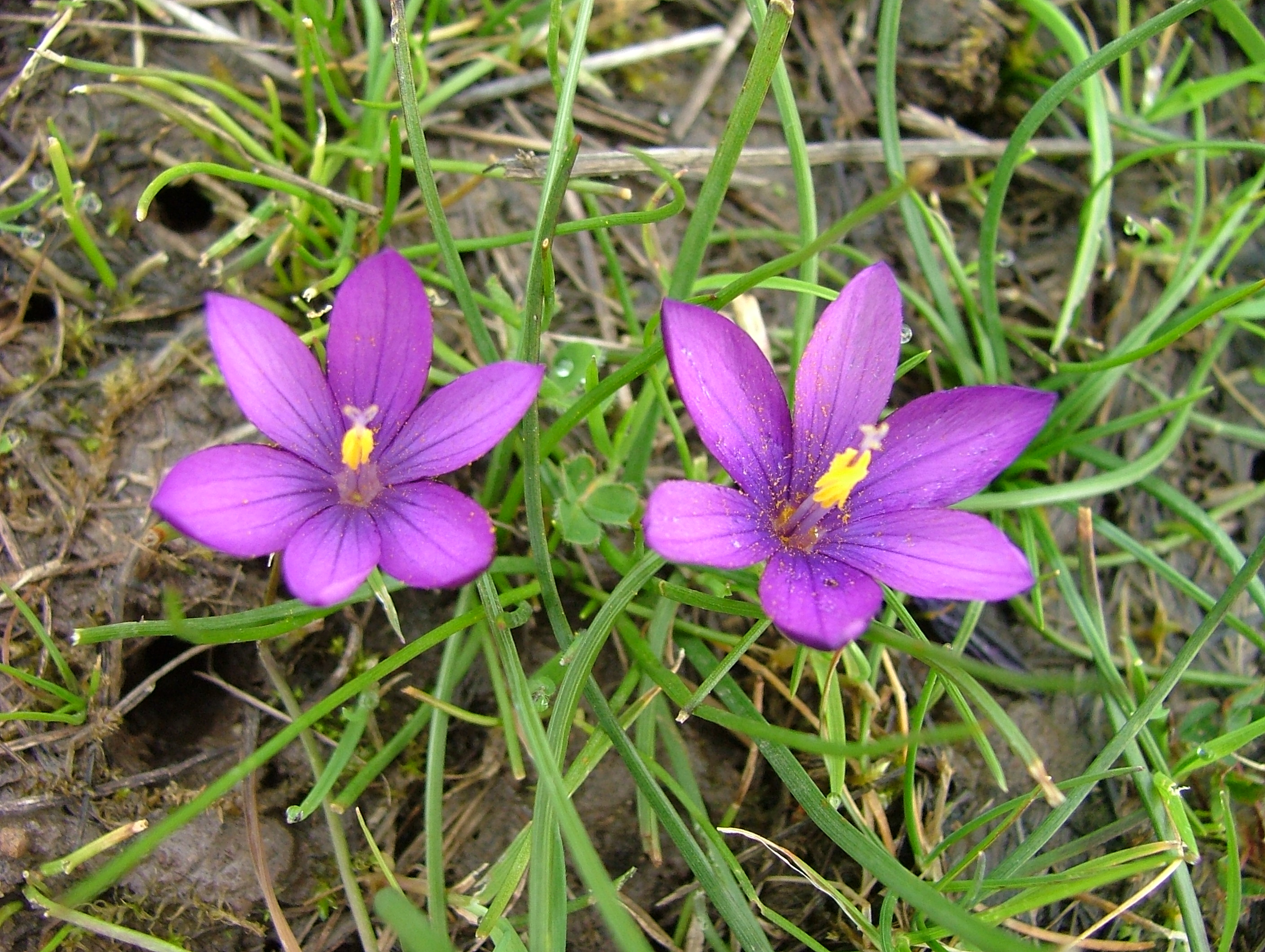
Flor

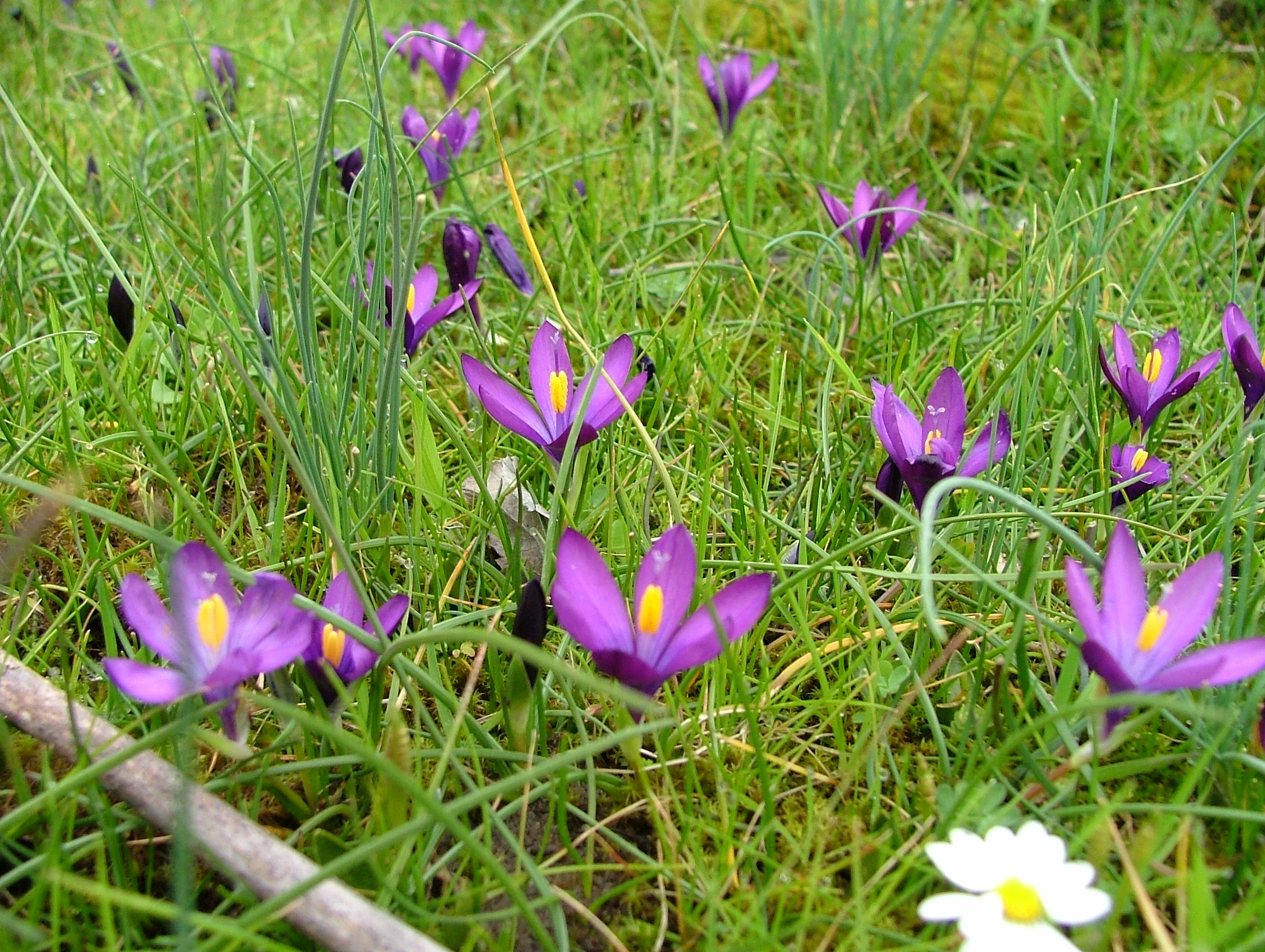
En su hábitat

## Descripción
Romulea requienii es una planta herbácea bulbosa, geofita que alcanza un tamaño de hasta 10 cm de alto. Con un pequeño bulbo (aproximadamente de 1 cm), en forma de pera, con túnicas de color marrón grisáceo y fibras longitudinales. Las hojas son de color verde y fuertes, mucho más que la flor semi-cilíndrica, alargada y flácida. Las flores , 1-2, raramente 3, aparecen entre febrero y marzo y son pequeñas. El perianto es de un hermoso color púrpura oscuro. Los estambres son ligeramente más cortos que el perianto y el filamento peludo está en la mitad inferior. El fruto es una cápsula de 6-8 mm  ovalada con numerosas semillas globosas.

## Distribución y hábitat
La especie es endémica de Cerdeña, Córcega y las islas cercanas. También se encuentra en la Toscana con ligeras diferencias que llevaron a la descripción de esas poblaciones como una variedad etrusca. Vegeta en prados, pastos y sobre todo cerca del mar.

## Taxonomía
Romulea requienii fue descrita por Filippo Parlatore  y publicado en Flora Italica 3: 248. 1860.
Etimología
Romulea: nombre genérico que fue nombrado en honor de Rómulo, el fundador de Roma en la leyenda.
requienii: epíteto otorgado en honor del botánico Esprit Requien (1788-1852).
Sinonimia
- Bulbocodium requienii (Parl.) Kuntze
- Romulea atroviolacea Jord.[4][5]